# جریتزانا موراندی
جریتزانا موراندی (به ایتالیایی: Grizzana Morandi) یک کومونه در ایتالیا است که در استان بولونیا واقع شده‌است.

## خصوصیات
جریتزانا موراندی ۷۷٫۳ کیلومترمربع مساحت و ۴٬۰۷۰ نفر جمعیت دارد و ۵۴۷ متر بالاتر از سطح دریا واقع شده‌است.